# Lucio Bebio Tulo
Lucio Bebio Tulo (en latín Lucius Baebius Tullus) fue un senador romano del siglo I, que desarrolló su carrera política bajo los imperios de Vespasiano, Tito, Domiciano, Nerva y Trajano.

## Carrera
Su primer cargo conocido fue el de consul suffectus entre septiembre y diciembre de 95, bajo Domicano.
En 110-111, bajo Trajano, fue nombrado procónsul de la provincia Asia.